# 第79回アカデミー賞
第79回アカデミー賞（だい79かいアカデミーしょう）は2007年2月25日に発表・授賞式が行われた。司会はエレン・デジェネレス。
作品賞を受賞したのは『ディパーテッド』。その他の作品賞候補作は、『バベル』、『硫黄島からの手紙』、『リトル・ミス・サンシャイン』、『クィーン』。

## 受賞結果一覧
- 作品賞: ディパーテッド - グレアム・キング
- 監督賞: ディパーテッド - マーティン・スコセッシ
- 主演男優賞: フォレスト・ウィテカー - ラストキング・オブ・スコットランド
- 主演女優賞: ヘレン・ミレン - クィーン
- 助演男優賞: アラン・アーキン - リトル・ミス・サンシャイン
- 助演女優賞: ジェニファー・ハドソン - ドリームガールズ
- 脚本賞: リトル・ミス・サンシャイン - マイケル・アーント
- 脚色賞: ディパーテッド - ウィリアム・モナハン
- 撮影賞: パンズ・ラビリンス - ギレルモ・ナヴァロ
- 編集賞: ディパーテッド - セルマ・スクーンメイカー
- 美術賞: パンズ・ラビリンス - エウヘニオ・カバレロ（美術監督）、ピラール・レブエルタ（装置）
- 衣装デザイン賞: マリー・アントワネット - ミレーナ・カノネロ
- メイクアップ賞: パンズ・ラビリンス - ダビ・マルティ、モンセ・リベ
- 作曲賞: バベル - グスターボ・サンタオラヤ
- 歌曲賞: "I Need to Wake Up" （作詞・作曲: メリッサ・エスリッジ） - 不都合な真実
- 録音賞: ドリームガールズ - マイク・ミンクラー、ボブ・ビーマー、ウィリー・D・バートン
- 音響編集賞: 硫黄島からの手紙 - アラン・ロバート・マーレイ、バブ・アスマン
- 視覚効果賞: パイレーツ・オブ・カリビアン/デッドマンズ・チェスト - ジョン・ノール、ハル・ヒッケル、チャールズ・ギブソン、アレン・ホール
- 外国語映画賞: 善き人のためのソナタ - ドイツ （監督: フロリアン・ヘンケル・フォン・ドナースマルク）
- 長編アニメ映画賞: ハッピー フィート - ジョージ・ミラー
- 長編ドキュメンタリー映画賞: 不都合な真実 - デイビス・グッゲンハイム（監督）
- 短編ドキュメンタリー映画賞: 中国 エイズ孤児の村 - ルビー・ヤン、トーマス・レノン
- 短編アニメ映画賞: The Danish Poet - トリル・コーヴ
- 短編実写映画賞: ウェストバンク・ストーリー - アリ・サンデル
- 名誉賞: エンニオ・モリコーネ
- ジーン・ハーショルト友愛賞: シェリー・ランシング
- ゴードン・E・ソーヤー賞: レイ・フィニー

## 概要
対象となるのは2006年中にロサンゼルスで封切られ、1週間以上商業公開が行われた映画。5830人に及ぶ会員が投票権を持つ。
授賞式の開催場所は、今回で6回目となるコダックシアター。中継は32回目となるABC、これは2014年までの契約が完了している。
司会は人気トーク番組の司会者・エレン・デジェネレスで初の司会。2006年8月に開催された第58回プライムタイム・エミー賞で司会を務めた矢先の起用である。プロデューサーは『スパイダーマン』シリーズやアカデミー賞で作品賞候補になった『恋愛小説家』などの製作を務めたローラ・ジスキン。第74回に続く2度目の起用。演出は前回でも手掛けたルイス・J・ホーヴィッツで第69回から11年連続。
2006年6月30日に発表されたプレス・リリースによると、主に外国語映画賞に関して大きなルール変更があった。まず、出品国の公用語以外で撮影された映画を出品できるようになった（早速今回、ヒンディー語で製作された『ウォーター』がカナダ代表として出品され、候補になっている）。また、候補投票のプロセスが二段階に分けられた。まず、全ての出品作品を対象にした一回目の投票で9作品に絞り込まれ、その後の二回目の投票で候補となる5作品を選ぶ方式となった。
同年12月13日に、エンニオ・モリコーネに対して、名誉賞が授与されることが発表された。翌日には、ジーン・ハーショルト友愛賞に、パラマウント映画の会長であるシェリー・ランシングへの授与が発表された。
今回のアカデミー賞の公式ポスターは、背景に歴代の作品賞か脚本部門の受賞作もしくは候補作の名台詞を引用したデザインとなっている。予告編でも街頭で数々の人に映画の台詞を言わせる作りとなっている。
過去のアカデミー賞の歴史のなかで最も国際色豊かだったとの声が多く、多くの評論家は「アメリカが、他国の映画、俳優の才能も認め始めたのではないか。」と前向きな見方をしている。

## 候補と受賞

### 候補について
発表は2007年1月23日午前5時38分30秒(PST)より、サミュエル・ゴールドウィン・シアターでサルマ・ハエックがシド・ギャニス会長と共に発表した。この模様はメディアを通じて生中継されている。
最多候補となったのは通算8個のノミネーションを受けた『ドリームガールズ』。歌曲賞でエントリーされた3曲全てが候補入りしたことが大きく影響している。ただし、下馬評ではアカデミー賞最有力作品の一つと言われていたにもかかわらず、作品賞では候補落ちとなってしまった。最多候補作になった作品が作品賞の候補に選ばれていないのは、アカデミー賞の79年間の歴史上で史上初めての出来事である。また、作品賞候補作の中から主演男優賞の候補が選ばれておらず、これは第1回以来の出来事で、現在の候補数が作品賞・演技部門の賞共に5つとなってからは初めてであった。
この『ドリームガールズ』の候補落ちを筆頭に、サプライズが多い結果となった。候補常連のベテラン俳優ジャック・ニコルソン（彼の代わりにマーク・ウォールバーグが候補になったことも多くの人に驚かれている）や前哨戦では数多く候補にあがりこちらも外国語映画賞部門で候補入り確実視されていた『ボルベール〈帰郷〉』が落選、レオナルド・ディカプリオが、作品賞候補にあがり有力視されていた『ディパーテッド』ではなく『ブラッド・ダイヤモンド』の方で候補にあがったことなどが挙げられる。
『硫黄島からの手紙』は日本語を使用した映画では初の作品賞候補作品である。作品賞部門では、『Z』『叫びとささやき』『移民者たち』『イル・ポスティーノ』『ライフ・イズ・ビューティフル』『グリーン・ディスティニー』に次ぐ、7作品目の外国語による候補作品である。外国語映画賞ではドイツが3年連続で候補入りした。
個人では、メリル・ストリープが『プラダを着た悪魔』で主演女優賞候補になったことにより、自身の持つ俳優の最多候補記録を14に更新。また、助演男優賞候補となったアラン・アーキンは、1969年開催の第41回アカデミー賞での『愛すれど心さびしく』の演技による主演男優賞候補以来38年ぶり3回目のノミネートとなった。『アポカリプト』で録音賞候補になったケビン・オコネルは、今回のノミネートで無冠ながら通算19個目のノミネーションとなる。去年の美術賞受賞者でもあるグレッチェン・ラウは、『グッド・シェパード』で2年連続で候補になったが、去年の3月に亡くなっているため死後のノミネートとなった。
日本関係として、前述の「硫黄島からの手紙」を始め、菊地凛子が『バベル』で3年ぶり（女優に限るとナンシー梅木以来49年ぶり）史上5人目となる日本人俳優の演技部門候補となった。また、メイクアップ賞でも京都市出身の辻一弘が『もしも昨日が選べたら』で候補になっている。歌曲賞では今敏のアニメーション映画「パプリカ」の劇伴を担当した平沢進の「白虎野の娘」が非英語圏で唯一の候補となった。

### 受賞結果について
作品賞を受賞したのは『ディパーテッド』で最多4部門での受賞。続いて、『パンズ・ラビリンス』が3部門、『ドリームガールズ』と『不都合な真実』、『リトル・ミス・サンシャイン』がそれぞれ2部門受賞。後は1部門ずつの受賞である。
個人では、助演女優賞のジェニファー・ハドソンが初の演技経験でオスカー像を手にする快挙。脚本賞のマイケル・アーントも初脚本であり、これからの才能へと賞が贈られた。脚色賞のウィリアム・モナハンもこれが2作目であり、外国語映画賞で受賞したドイツのフロリアン・ヘンケル・フォン・ドナースマルクは32歳である。一方で、イギリスの大女優のヘレン・ミレンや39年ぶりの候補になったベテラン俳優のアラン・アーキン、そして今年の授賞式のハイライトとなったマーティン・スコセッシの監督賞初受賞など、円熟した才能にも賞が贈られた。ヘレン・ミレンは3度目の候補で、前哨戦をほぼ圧勝しての堂々の初受賞。最近の傾向で20代から30代の女優が中心の受賞となっている主演女優賞の受賞者が60歳以上となったのは17年ぶりで、歴代5番目の最年長受賞であった。イギリス人女優としてもエマ・トンプソン以来の14年ぶりである。更に、マーティン・スコセッシは歴代4番目の最年長受賞である（ちなみに最年長受賞者は今回の対抗馬でもあり、前回の『アビエイター』で候補になったときに彼を押しのけて受賞したクリント・イーストウッド）。
作曲賞を受賞したグスターボ・サンタオラヤは2年連続での受賞を果たした。また、編集賞のセルマ・スクーンメイカーと衣装デザイン賞のミレーナ・カノネロは共に3度目の受賞、録音賞のボブ・ビーマーは4度目と、複数回受賞者も多かった。

### 統計
| 候補数            | 作品名                                              | 部門                                                               | 受賞数 |
| ----------------- | --------------------------------------------------- | ------------------------------------------------------------------ | ------ |
| 8                 | ドリームガールズ                                    | 助演男優賞、助演女優賞、美術賞、衣装デザイン賞、歌曲賞 (3)、録音賞 | 2      |
| 7                 | バベル                                              | 作品賞、監督賞、助演女優賞 (2)、脚本賞、編集賞、作曲賞             | 1      |
| 6                 | パンズ・ラビリンス                                  | 脚本賞、撮影賞、美術賞、メイクアップ賞、作曲賞、外国語映画賞       | 3      |
| 6                 | クィーン                                            | 作品賞、監督賞、主演女優賞、脚本賞、衣装デザイン賞、作曲賞         | 1      |
| 5                 | ブラッド・ダイヤモンド                              | 主演男優賞、助演男優賞、編集賞、録音賞、音響編集賞                 |        |
| 5                 | ディパーテッド                                      | 作品賞、監督賞、助演男優賞、脚色賞、編集賞                         | 4      |
| 4                 | 硫黄島からの手紙                                    | 作品賞、監督賞、脚本賞、音響編集賞                                 | 1      |
| 4                 | リトル・ミス・サンシャイン                          | 作品賞、助演男優賞、助演女優賞、脚本賞                             | 2      |
| 4                 | あるスキャンダルの覚え書き                          | 主演女優賞、助演女優賞、脚色賞、作曲賞                             |        |
| 4                 | パイレーツ・オブ・カリビアン/デッドマンズ・チェスト | 美術賞、録音賞、音響編集賞、視覚効果賞                             | 1      |
| 3                 | アポカリプト                                        | メイクアップ賞、録音賞、音響編集賞                                 |        |
| 3                 | トゥモロー・ワールド                                | 脚色賞、撮影賞、編集賞                                             |        |
| 3                 | リトル・チルドレン                                  | 主演女優賞、助演男優賞、脚色賞                                     |        |
| 2- （受賞作のみ） | 中国 エイズ孤児の村                                 | 短編ドキュメンタリー映画賞                                         | 1      |
| 2- （受賞作のみ） | The Danish Poet                                     | 短編アニメ映画賞                                                   | 1      |
| 2- （受賞作のみ） | ハッピー フィート                                   | 長編アニメ映画賞                                                   | 1      |
| 2- （受賞作のみ） | 不都合な真実                                        | 歌曲賞、長編ドキュメンタリー映画賞                                 | 2      |
| 2- （受賞作のみ） | ラストキング・オブ・スコットランド                  | 主演男優賞                                                         | 1      |
| 2- （受賞作のみ） | 善き人のためのソナタ                                | 外国語映画賞                                                       | 1      |
| 2- （受賞作のみ） | マリー・アントワネット                              | 衣装デザイン賞                                                     | 1      |
| 2- （受賞作のみ） | ウェストバンク・ストーリー                          | 短編実写映画賞                                                     | 1      |

## 式典
2007年2月25日にエレン・デジェネレスの司会で17時00分（PST、東部時間では20時00分)より執り行われた。WOWOWの日本中継は2月26日午前9時30分(JST)より開始し、木村拓哉が進行を務めた。
歌曲賞候補曲のパフォーマンスは、ビヨンセ・ノウルズ、ジェニファー・ハドソン、アニカ・ノニ・ローズ、キース・ロビンソンが『ドリームガールズ』の劇中で自身らが歌った候補曲を披露、その他、ランディ・ニューマンとジェームズ・テイラー、メリッサ・エストリッジもそれぞれ候補曲を披露した。
プレゼンターを務めたのは、
- ベン・アフレック
- ガエル・ガルシア・ベルナル
- ジェシカ・ビール
- エミリー・ブラント
- ジャック・ブラック
- ケイト・ブランシェット
- アビゲイル・ブレスリン
- スティーヴ・カレル
- ジョージ・クルーニー
- フランシス・フォード・コッポラ
- ダニエル・クレイグ
- トム・クルーズ
- ペネロペ・クルス
- カトリーヌ・ドヌーヴ
- キャメロン・ディアス
- レオナルド・ディカプリオ
- ロバート・ダウニー・Jr
- キルスティン・ダンスト
- ウィル・フェレル
- ジョディ・フォスター
- アル・ゴア元アメリカ合衆国副大統領
- エヴァ・グリーン
- マギー・ギレンホール
- トム・ハンクス
- アン・ハサウェイ
- ヒュー・ジャックマン
- ダイアン・キートン
- ニコール・キッドマン
- グレッグ・キニア
- クィーン・ラティファ
- ジェニファー・ロペス
- ジョージ・ルーカス
- ジャック・ニコルソン
- トビー・マグワイア
- ジェームズ・マカヴォイ
- ヘレン・ミレン
- クライヴ・オーウェン
- グウィネス・パルトロウ
- ジョン・C・ライリー
- ジェリー・サインフェルド
- ジェイデン・スミス
- スティーヴン・スピルバーグ
- ジョン・トラヴォルタ
- 渡辺謙
- ナオミ・ワッツ
- レイチェル・ワイズ
- ケイト・ウィンスレット
- リース・ウィザースプーン

である（アルファベット順）。
なお、プレゼンターとして発表されていたメリル・ストリープは実際の授賞式では壇上には登場せず、賞の発表はしなかった。ただし、衣装デザイン賞のプレゼンテーションの一幕に登場している。監督賞を発表したフランシス・フォード・コッポラ、ジョージ・ルーカス、スティーヴン・スピルバーグは事前に公式発表はされていない。ただし、授賞式のリハーサルの報道で彼らが登場することは判明していた。また、ジョン・C・ライリーも事前発表はなかった。マギー・ギレンホールは事前に行われるアカデミー科学技術賞授賞式のプレゼンテーションも行った。
歌曲賞候補曲のパフォーマンスは、ビヨンセ・ノウルズ、ジェニファー・ハドソン、アニカ・ノニ・ローズ、キース・ロビンソンが『ドリームガールズ』の劇中で自身らが歌った候補曲3曲を披露、その他、ランディ・ニューマンとジェームズ・テイラー、メリッサ・エストリッジもそれぞれ候補曲を披露した。

## 候補と受賞の一覧
太字は受賞である。
また、以下での人名表記は
1. 作品の日本語公式情報およびAMPAS公式サイトの日本版とWOWOWによる授賞式放送での表記に準ずる。
2. 見当たらない場合はデータベースサイトなどを参考。
3. それでもない場合は英語表記のままとする。

### 作品賞
- バベル - アレハンドロ・ゴンサレス・イニャリトゥ、ジョン・キリク、スティーヴ・ゴリン
- ディパーテッド - グレアム・キング
- 硫黄島からの手紙 - クリント・イーストウッド、スティーヴン・スピルバーグ、ロバート・ロレンツ
- リトル・ミス・サンシャイン - デヴィッド・T・フレンドリー、ピーター・サラフ、マーク・タートルソープ
- クィーン - アンディ・ハリース、クリスティーン・ランガン、トレイシー・シーウォード

### 監督賞
- バベル - アレハンドロ・ゴンサレス・イニャリトゥ
- ディパーテッド - マーティン・スコセッシ
- 硫黄島からの手紙 - クリント・イーストウッド
- クィーン - スティーヴン・フリアーズ
- ユナイテッド93 - ポール・グリーングラス

### 主演男優賞
- レオナルド・ディカプリオ - ブラッド・ダイヤモンド
- ライアン・ゴスリング - ハーフネルソン
- ピーター・オトゥール - ヴィーナス
- ウィル・スミス - 幸せのちから
- フォレスト・ウィテカー - ラストキング・オブ・スコットランド

### 主演女優賞
- ペネロペ・クルス - ボルベール〈帰郷〉
- ジュディ・デンチ - あるスキャンダルの覚え書き
- ヘレン・ミレン - クィーン
- メリル・ストリープ - プラダを着た悪魔
- ケイト・ウィンスレット - リトル・チルドレン

### 助演男優賞
- アラン・アーキン - リトル・ミス・サンシャイン
- ジャッキー・アール・ヘイリー - リトル・チルドレン
- ジャイモン・フンスー - ブラッド・ダイヤモンド
- エディ・マーフィ - ドリームガールズ
- マーク・ウォールバーグ - ディパーテッド

### 助演女優賞
- アドリアナ・バラッザ - バベル
- ケイト・ブランシェット - あるスキャンダルの覚え書き
- アビゲイル・ブレスリン - リトル・ミス・サンシャイン
- ジェニファー・ハドソン - ドリームガールズ
- 菊地凛子 - バベル

### 脚本賞
- バベル - ギジェルモ・アリアガ
- 硫黄島からの手紙 - アイリス・ヤマシタ、ポール・ハギス
- リトル・ミス・サンシャイン - マイケル・アーント
- パンズ・ラビリンス - ギレルモ・デル・トロ
- クィーン - ピーター・モーガン

### 脚色賞
- ボラット 栄光ナル国家カザフスタンのためのアメリカ文化学習 - サシャ・バロン・コーエン、アンソニー・ハインズ、ピーター・ベイナム、ダン・メイザー、トッド・フィリップス
- トゥモロー・ワールド - アルフォンソ・キュアロン、ティモシー・J・セクストン、デヴィッド・アラタ、マーク・ファーガス、Hawk Ostby
- ディパーテッド - ウィリアム・モナハン
- リトル・チルドレン - トッド・フィールド、トム・ペロッタ
- あるスキャンダルの覚え書き - パトリック・マーバー

### 撮影賞
- ブラック・ダリア - ヴィルモス・スィグモンド
- トゥモロー・ワールド - エマニュエル・ルベツキ
- 幻影師アイゼンハイム - ディック・ポープ
- パンズ・ラビリンス - ギレルモ・ナヴァロ
- プレステージ - ウォーリー・フィスター

### 編集賞
- バベル - スティーヴン・ミリオン、ダグラス・クライス
- ブラッド・ダイヤモンド - スティーヴン・ローゼンブラム
- トゥモロー・ワールド - アレックス・ロドリゲス、アルフォンソ・キュアロン
- ディパーテッド - セルマ・スクーンメイカー
- ユナイテッド93 - クレア・ダグラス、クリストファー・ラウズ、リチャード・ピアソン

### 美術賞
- ドリームガールズ - ジョン・マイヤー（美術監督）、ナンシー・ヘイ（装置）
- グッド・シェパード - ジャニーン・オペウォール（美術監督）、グレッチェン・ラウ、レスリー・E・ロリンズ （装置）
- パンズ・ラビリンス - エウヘニオ・カバレロ（美術監督）、ピラール・レブエルタ（装置）
- パイレーツ・オブ・カリビアン/デッドマンズ・チェスト - リック・ハインリクス（美術監督）、シェリル・カラジク（装置）
- プレステージ - ネイサン・クロウリー（美術監督）、ジュリー・オチピンティ（装置）

### 衣装デザイン賞
- 王妃の紋章 - ユー・チュンマン
- プラダを着た悪魔 - パトリシア・フィールド
- ドリームガールズ - シャレン・デイヴィス
- マリー・アントワネット - ミレーナ・カノネロ
- クィーン - コンソラータ・ボイル

### メイクアップ賞
- アポカリプト - アルド・シグノレッティ、ヴィットリオ・ソダーノ
- もしも昨日が選べたら - 辻一弘、ビル・コルソ
- パンズ・ラビリンス - ダビ・マルティ、モンセ・リベ

### 作曲賞
- バベル - グスターボ・サンタオラヤ
- さらば、ベルリン - トーマス・ニューマン
- あるスキャンダルの覚え書き - フィリップ・グラス
- パンズ・ラビリンス - ハビエル・ナバレテ
- クィーン - アレクサンドル・デプラ

### 歌曲賞
- "I Need to Wake Up" 作詞・作曲: メリッサ・エスリッジ - 不都合な真実
- "Listen" 作曲: ヘンリー・クリーガー、スコット・カルター、作詞: アン・プレヴェン - ドリームガールズ
- "Love You I Do" 作曲: ヘンリー・クリーガー、作詞: サイーダ・ギャレット - ドリームガールズ
- "Our Town" 作詞・作曲: ランディ・ニューマン - カーズ
- "Patience" 作曲: ヘンリー・クリーガー、作詞: ウィリー・リール - ドリームガールズ

### 録音賞
- アポカリプト - ケヴィン・オコネル、グレッグ・P・ラッセル、フェルナンド・カマラ
- ブラッド・ダイヤモンド - アンディ・ネルソン、アンナ・ベルマー、アイヴァン・シャーロック
- ドリームガールズ - マイク・ミンクラー、ボブ・ビーマー、ウィリー・D・バートン
- 父親たちの星条旗 - ジョン・T・リッツ、デヴィッド・E・キャンベル、グレッグ・ルドロフ、ウォルト・マーティン
- パイレーツ・オブ・カリビアン/デッドマンズ・チェスト - ポール・マッシー、クリストファー・ボイズ、リー・オルロフ

### 音響編集賞
- アポカリプト - ショーン・マコーマック、カミ・アスガー
- ブラッド・ダイヤモンド - ロン・ベンダー
- 父親たちの星条旗 - アラン・ロバート・マレー、バブ・アズマン
- 硫黄島からの手紙 - アラン・ロバート・マレー、バブ・アズマン
- パイレーツ・オブ・カリビアン/デッドマンズ・チェスト - クリストファー・ボイズ、ジョージ・ウォーターズ2世

### 視覚効果賞
- パイレーツ・オブ・カリビアン/デッドマンズ・チェスト - ジョン・ノール、ハル・ヒッケル、チャールズ・ギブソン、アレン・ホール
- ポセイドン - ボイド・シェルミス、キム・リブレス、チェス・ジャレッド、ジョン・フレイザー
- スーパーマン リターンズ - マーク・ステットソン、ニール・コーボールド、リチャード・R・フーバー、ジョン・タム

### 外国語映画賞
- アフター・ウェディング - デンマーク （監督: スサンネ・ビア）
- デイズ・オブ・グローリー - アルジェリア （監督: ラシッド・ブシャール）
- 善き人のためのソナタ - ドイツ （監督: フロリアン・ヘンケル・フォン・ドナースマルク）
- パンズ・ラビリンス - メキシコ （監督: ギレルモ・デル・トロ）
- ウォーター - カナダ （監督: ディーパ・ミータ）

### 長編アニメ映画賞
- カーズ - ジョン・ラセター
- ハッピー フィート - ジョージ・ミラー
- モンスター・ハウス - ギル・ケナン

### 長編ドキュメンタリー映画賞
- フロム・イーブル - エイミー・バーグ（監督）、フランク・ドナー（プロデューサー）
- 不都合な真実 - デイビス・グッゲンハイム（監督）
- Iraq in Fragments - ジェームズ・ロングリー（監督）、John Sinno（プロデューサー）
- ジーザス・キャンプ〜アメリカを動かすキリスト教原理主義〜 - ハイディ・ユーイング、レイチェル・グラディ（監督）
- My Country, My Country - ローラ・ポイトラス（監督）、ジョセリン・グラツァー（プロデューサー）

### 短編ドキュメンタリー映画賞
- 中国 エイズ孤児の村 - ルビー・ヤン、トーマス・レノン
- Recycled Life - レスリー・アイワークス、マイク・グラッド
- Rehearsing a Dream - カレン・グッドマン、カーク・シモン
- Two Hands - ナサニエル・カーン、スーザン・ローズ・バー

### 短編アニメ映画賞
- The Danish Poet - トリル・コーヴ
- リフテッド - ゲイリー・リドストロム
- マッチ売りの少女 - ロジャー・アレーズ、ドン・ハーン
- マエストロ - ギゾ・M・トート
- 熱血どんぐりハンター! - クリス・ルノー、マイケル・サーマイヤー

### 短編実写映画賞
- ちいさなビンタ - ハビエル・フェサー、Luis Manso
- 一人多い - ボルハ・コベアガ
- Helmer & Son - Soren Pilmark、Kim Magnusson
- The Saviour - ピーター・テンプルマン、Stuart Parkyn
- ウェストバンク・ストーリー - アリ・サンデル